# Sint-Remigiuskerk (Steenderen)
De Sint-Remigiuskerk, ook wel de Hervormde kerk, is een protestantse kerk in de Nederlandse plaats Steenderen. De eerste bekende vermelding van de kerk stamt uit 1217. In de loop der tijd is de kerk diverse malen verbouwd. In de 15e eeuw begon de aanpassing van het priesterkoor, waarna het schip van de kerk volgde. De kerk is opgebouwd als een gotische pseudobasiliek met een zadeldak. De toren bestaat uit vier geledingen met bovenop een ingesnoerde torenspits. In de zijgevels zijn tussen de steunberen spitsboogvensters geplaatst.
In 1782 werd de kerk verwoest door een blikseminslag, waarna een geldinzameling startte voor de herbouw van de kerk, die plaats vond onder leiding van de stadsarchitect van Zutphen, Teunis Wittenberg. In 1784 was de herbouw klaar, waarbij de kerk enkele aanpassingen had ten opzichte van de oorspronkelijke kerk, zoals een vier meter lagere toren. In de decennia erop werd Steenderen getroffen door overstromingen van de IJssel, waardoor er koeien en paarden in de kerk werden gestald. 
In de jaren 1960-1969 is de kerk gerestaureerd, waarbij intern de nodige wijzigingen zijn doorgevoerd. Voorbeelden zijn het veranderen van de gewelven en het vervangen van het orgel door een orgel afkomstig van de Buiten Amstel kerk in Amsterdam, gemaakt door Johannes Mitterreither.
De kerk is in 1966 aangewezen als rijksmonument.

## Galerij

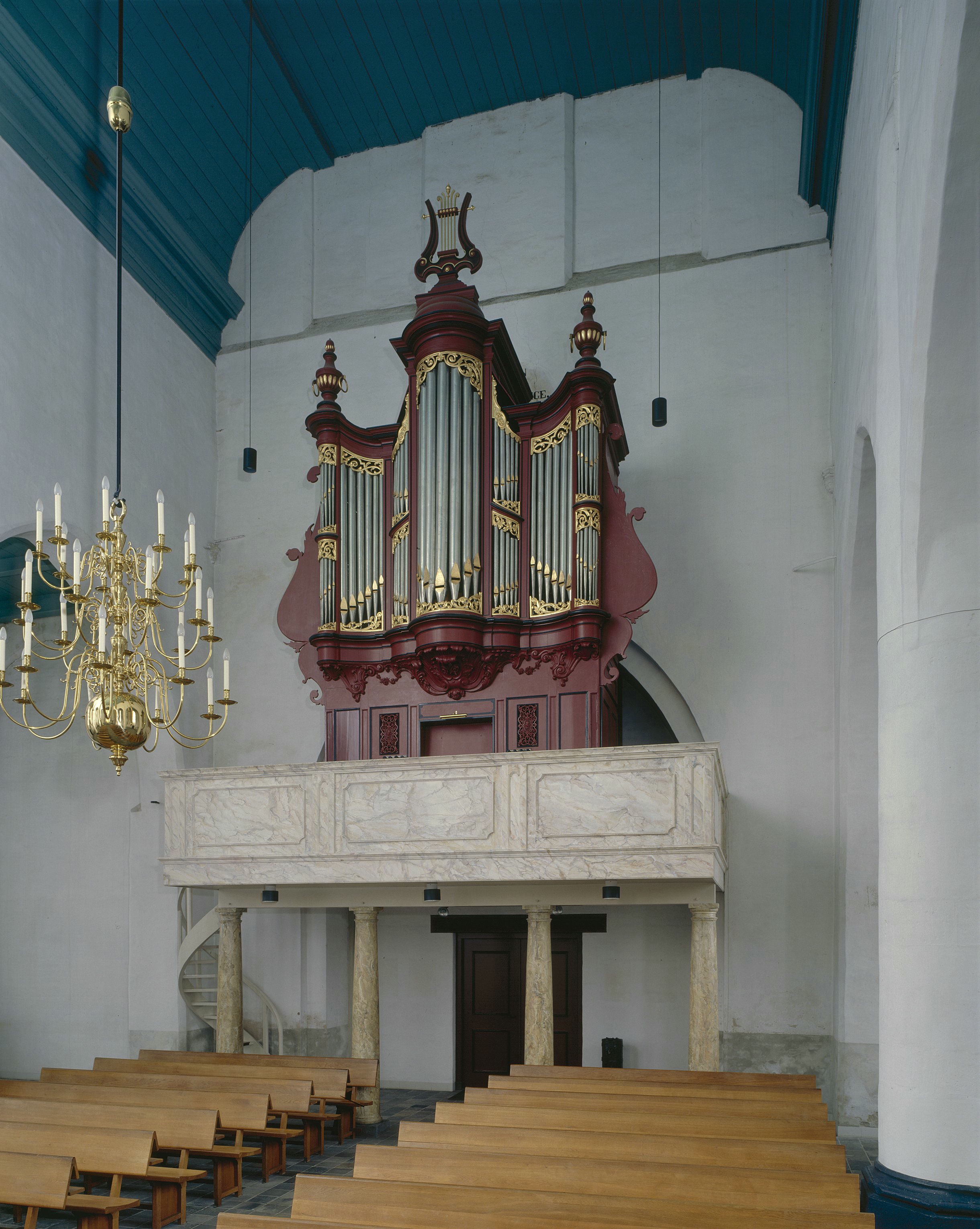
Orgel
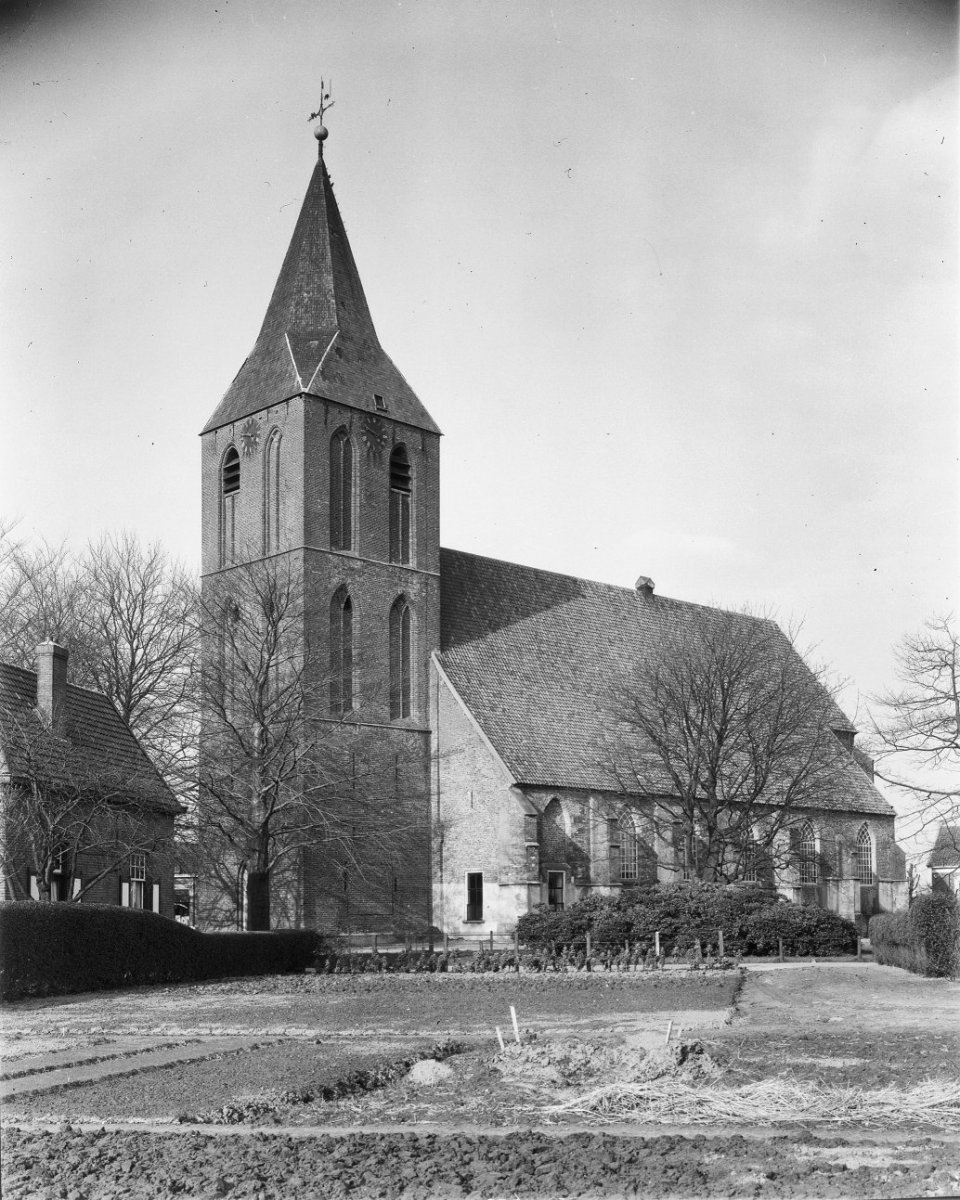
Aanzicht in 1952
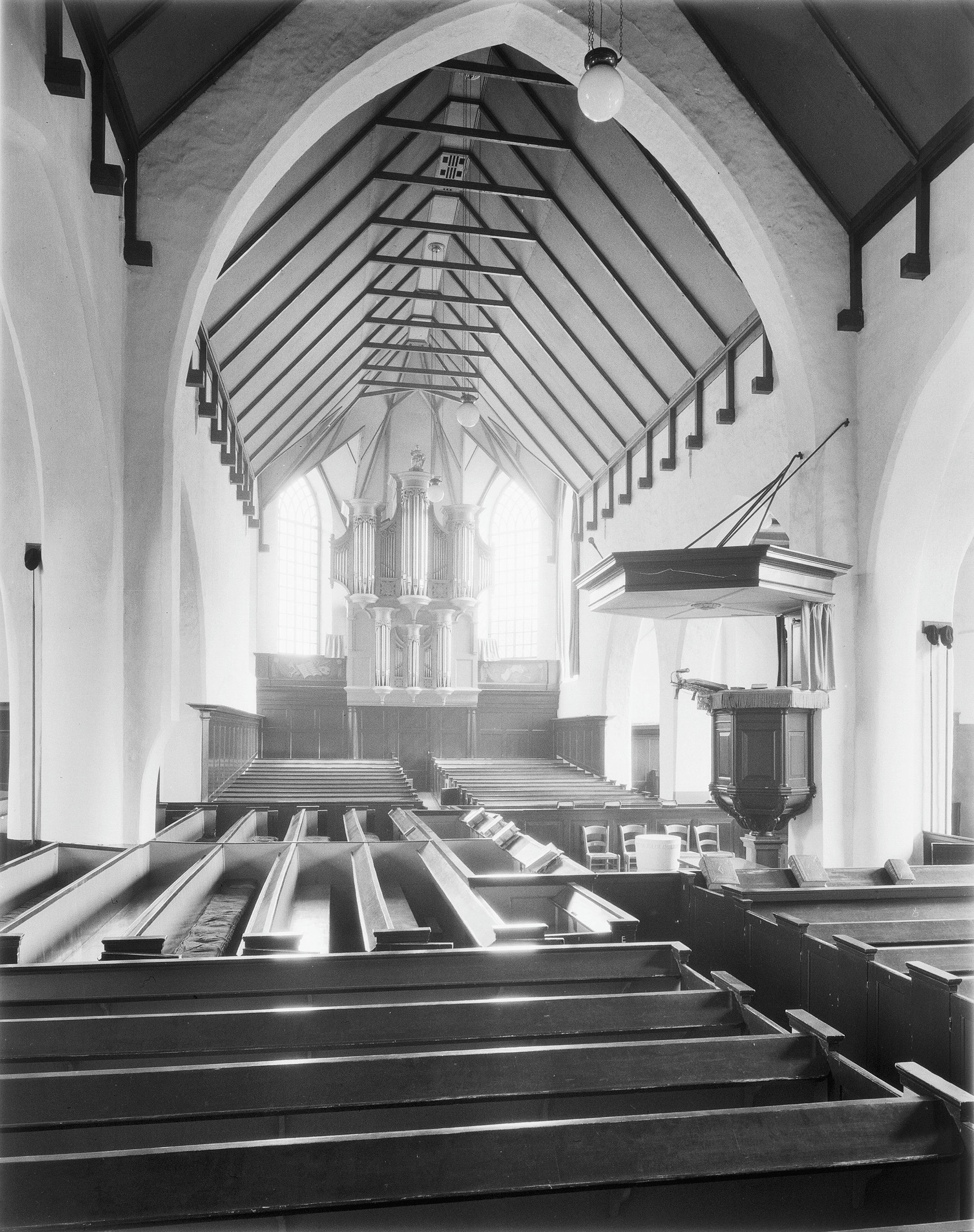
Interieur